# 花蓮機務段

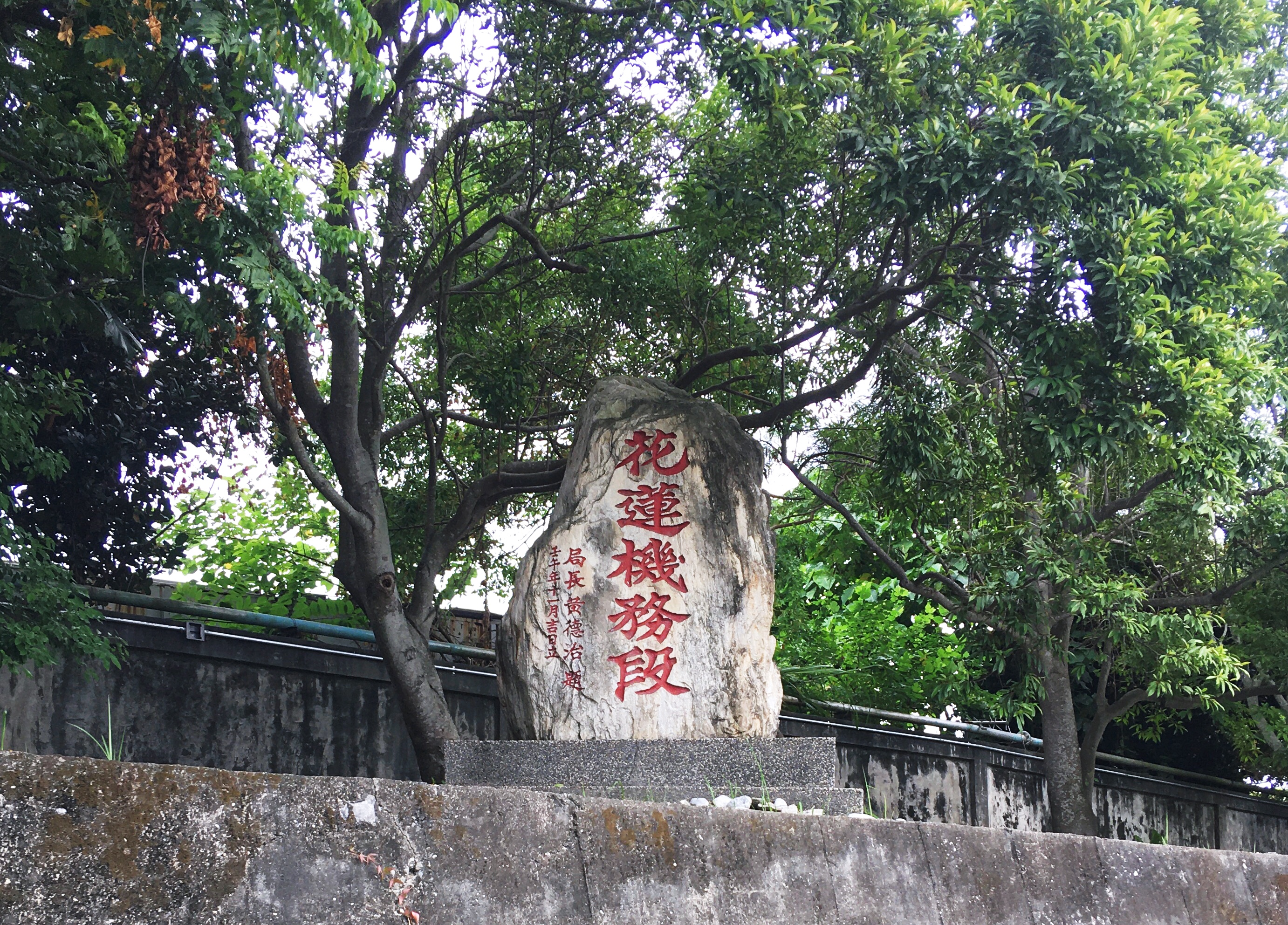
花蓮機務段

花蓮機務段（Hualien Rolling Stock Branch， Taiwan Railways Administration， MOTC.）是臺灣鐵路公司（原臺灣鐵路管理局，略稱臺鐵或臺鐵局）位於花蓮市花蓮車站附近的車輛基地，是臺鐵東部地區主要車輛及人員培訓基地，目前負責蒸汽機車、電聯車、柴聯車、柴電機車等客貨車之檢修工作。
原址位於花蓮縣花蓮市博愛街24巷34、35號（現東大門夜市旁），因北迴鐵路完工而與花蓮車站遷移至豐川現址（花蓮縣花蓮市豐村3之4號）。

## 問題
- 場區附近的土壤和地下水依花蓮縣環保局採檢，發現「總石油碳氫化合物」超標約40倍，汙染面積高達五公頃，要求台鐵花蓮機務段必須繳交「應變措施計畫書」，避免汙染擴大及要求立即改善[7]。